# BlackBerry

Logo Blackberry

BlackBerry (letteralmente "mora" in inglese) è il marchio commerciale ormai dismesso dei dispositivi portatili smartphone (i primi modelli, come l'850, erano cercapersone con funzionalità aggiuntive di messaggistica e agenda) prodotti dalla società canadese BlackBerry Limited (precedentemente nota come Research In Motion o RIM) fondata dall'ingegnere elettronico Mike Lazaridis.
Gli smartphone BlackBerry erano noti per le loro tastiere fisiche, popolari nei primi anni 2000, per i servizi di posta elettronica sicura e le robuste capacità di messaggistica.
I dispositivi erano ampiamente utilizzati in particolare nei settori aziendali e governativi.
Tuttavia, la quota di mercato di BlackBerry è diminuita notevolmente con la crescita degli smartphone che utilizzavano i sistemi operativi iOS e Android, che offrivano una gamma più ampia di applicazioni e funzionalità.

## Descrizione

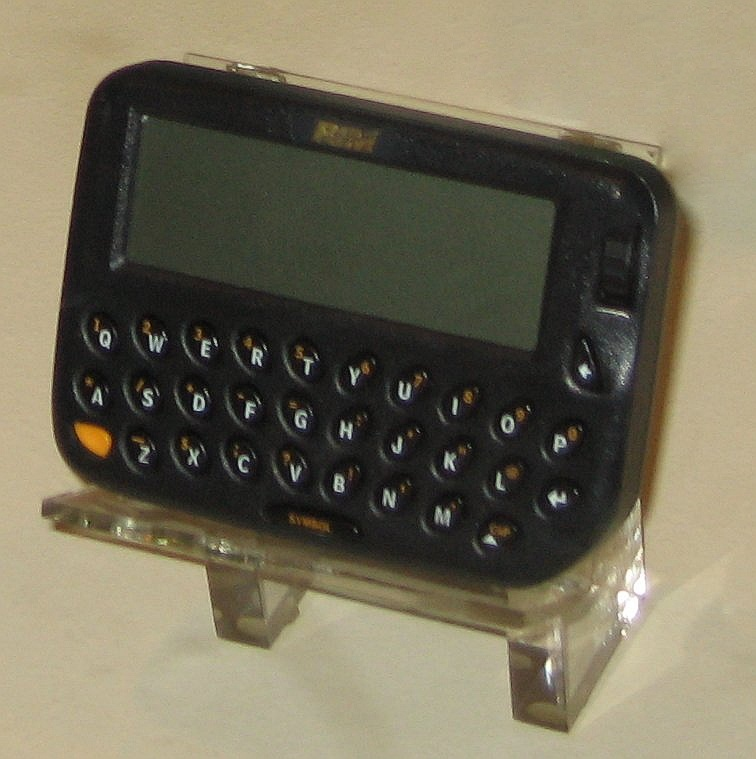
BlackBerry 850, uno dei primi modelli dei dispositivi BlackBerry

La caratteristica principale di questi apparecchi è la gestione delle email da dispositivo portatile: le email vengono consegnate sul palmare da appositi server attraverso un servizio di push e-mail, in modo analogo ai normali SMS sui telefoni cellulari, in tempo reale senza che il client debba avviare una ricerca di nuovi messaggi sul server. In alcuni casi è possibile sfruttare anche la sincronizzazione wireless degli elementi PIM (Personal information management, in pratica rubrica e calendario).
Altre caratteristiche dei BlackBerry includono la compressione e la cifratura dei pacchetti dati scambiati attraverso la rete, nonché il supporto per applicazioni in Java di terze parti. Un'alternativa "aperta" a BlackBerry, che è una piattaforma proprietaria, è data dallo standard aperto SyncML, utilizzato in diversi software di sincronizzazione wireless.
Il primo terminale della BlackBerry fu l'850, un cercapersone con funzionalità aggiuntive di messaggistica tramite la tastiera full QWERTY. Il primo dispositivo munito di chiamata vocale fu il BlackBerry 5810 (tramite cuffietta auricolare); il BlackBerry 6200 non richiedeva più l'uso delle cuffiette auricolari. I BlackBerry 7210 / 7230 / 7290 furono i primi a essere dotati di schermo a colori. Il BlackBerry 7100, che utilizza la struttura classica dei cellulari, ha introdotto una tastiera ridotta e utilizza un sistema di scrittura facilitata simile al T9, ma con due lettere per tasto (si usa una tastiera con tasti disposti su 5 colonne e 4 righe) anziché tre come nella maggior parte dei telefoni, mantenendo la disposizione secondo lo schema QWERTY.
Per la navigazione nei menù, modelli più vecchi erano dotati di una trackwheel (rotellina) che permetteva lo scorrimento in due direzioni; successivamente il sistema è stato fornito di una trackball (pallina) che permetteva lo scorrimento nelle quattro direzioni, sostituita poi da un piccolo trackpad ottico; esistono inoltre alcuni modelli dotati di schermi tattili.
Fino al 2008 la tecnologia di trasferimento dati è stata prevalentemente GPRS/EDGE. Il primo modello dotato di connettività 3G è stato l'8707g (2007). Nel 2008 è uscito il modello 9000 Bold, dotato di connettività 3G, Wi-fi, fotocamera con flash e GPS. Il successivo modello 9500 Storm, uscito a fine 2008, per la prima volta sostituisce la trackball con un display tattili. Il BlackBerry Storm è in grado di riconoscere l'orientamento orizzontale o verticale del dispositivo, adattando di conseguenza la visualizzazione sullo schermo. Particolarità del primo Storm, a differenza degli altri smartphone con touch screen, è il fatto che per confermare una scelta è necessario premere a fondo lo schermo, in modo che questo rientri all'interno del dispositivo di qualche millimetro.
Con l'inizio del 2009 è arrivato anche un nuovo dispositivo BlackBerry sul mercato italiano, si tratta di BlackBerry 8900 Curve. Il dispositivo, dotato di GPS, WiFi, fotocamera da 3.2MPX ma senza la connettività 3G/HSDPA del fratello maggiore Bold, riprende la classica forma BlackBerry con tastiera full qwerty e trackball. BlackBerry 8900 Curve è disponibile al pubblico da febbraio 2009. Successivamente sono stati presentati BlackBerry 8520 (dedicato al mondo consumer), BlackBerry Storm 2 e il successore del 9000 ora denominato BlackBerry 9700 Bold, modello di punta di RIM.
Nel 2011 RIM ha presentato al pubblico un nuovo modello che integra in un solo dispositivo sia l'interfaccia tattile che la tastiera QWERTY, denominato 9800 Torch. Dopo la prima apparizione in versione nera sono state rese disponibili le versioni bianca e rossa. Ad agosto 2011 RIM ha presentato tre nuovi prodotti, tutti dotati del nuovo OS 7 e NFC, il BOLD 9900 che assomiglia molto a un vecchio 9000 ma con la caratteristica di avere uno schermo tattile, poi il Torch 2 e Torch all touch.
Nel 2013 viene messo in vendita il primo dispositivo con il nuovo sistema operativo BlackBerry 10, il BlackBerry Z10 (completamente touchscreen), affiancato dal Q10 (con tastiera fisica), dallo Z30 (modello full touchscreen più avanzato dello Z10) e dalla versione Porsche Design, ovvero il BlackBerry Z10 con design rinnovato in collaborazione con Porsche Design. Nel 2014 vengono pubblicati il BlackBerry Z3 (full touchscreen, primo BlackBerry prodotto da Foxconn), il Passport e il Classic (che invece hanno touchscreen e tastiera QWERTY). Infine, ad aprile 2015, viene rilasciato l'ultimo BlackBerry con OS proprietario BB10, il Leap, un aggiornamento del già economico Z3.
Nel novembre 2015 BlackBerry annuncia il lancio di un nuovo dispositivo, il BlackBerry Priv, che per la prima volta nella storia dell'azienda canadese ha come sistema operativo Android. Si tratta di un telefono con touchscreen da 5,5" e tastiera QWERTY a comparsa. Nel 2016 vengono aggiunti due modelli Android 6.0.1 Marshmellow, il DTEK50 e il DTEK60, entrambi full-touchscreen, e nel 2017 viene annunciato il successore del Priv, il BlackBerry KEYone, con Android 7.1 Nougat, schermo tattile da 4,5", tastiera QWERTY e fotocamere da 12 e 8 megapixel.
Nel recente periodo il marchio BlackBerry ha avuto varie crisi, fino ad un accordo con la cinese Tcl Communication che si è offerta di produrre smartphone (basati su Android).
L’accordo con Tcl non ha avuto molto successo, per cui da settembre 2020 l’azienda ha firmato un nuovo contratto con una società americana, la OnwardMobility e la farm cinese, Foxconn, per la produzione di nuovi smartphone 5G, sempre dotati di tastiera fisica. Anche questa iniziativa non si è rivelata molto fortunata per il brand. Se nel febbraio del 2021 erano attesi nel corso dell'anno nuovi dispositivi a marchio BlackBerry, il brand ha poi venduto diversi brevetti nel Delaware e almeno 60 a Huawei. OnwardMobility ha dovuto quindi annunciare di aver concluso la sua esperienza con il brand BlackBerry senza che venisse annunciato alcun telefono.

## Servizi software
Esistono due modalità principali per utilizzare le funzionalità web e di push email dei BlackBerry: BlackBerry Internet Service (BIS; gli operatori telefonici possono indicarla anche come "Modalità Professional") e BlackBerry Enterprise Server (BES; indicata spesso come "Modalità Enterprise"). A queste si aggiunge BlackBerry Desktop Redirector, che sfrutta un software installato sul PC, con diverse limitazioni.
Una ricerca commissionata dalla RIM alla Strategy Analytics ha mostrato come la gestione dei servizi RIM siano più sicuri ed economici rispetto a una soluzione Walled Garden.

### Mobile Fusion
Con l'aumento dei terminali di marche concorrenti nelle aziende, RIM ha sviluppato un servizio che possa lavorare in contemporanea con BlackBerry OS, iOS e Android, in modo da avere la possibilità di gestire quest'ecosistema con un'unica soluzione.

### BlackBerry Internet Service (BIS)
Il servizio Professional è una modalità che richiede investimenti minori rispetto all'Enterprise, ed è quindi pensata per i privati e per le piccole imprese che richiedono un servizio internet e di posta elettronica. Una volta configurati i servizi BlackBerry dell'operatore telefonico, l'operatore stesso si connette via POP3, IMAP4 o OWA a uno o più indirizzi di posta esterni (anche di gestori diversi dall'operatore telefonico), già posseduti dall'utente. L'operatore telefonico funge da tramite fra la casella postale dell'utente e il telefono BlackBerry, controllando la presenza di nuove email a brevi intervalli di tempo, e consegnandole poi sul palmare in modalità push. È anche possibile cancellare le email sia sul telefono che nella casella di posta elettronica.
Limitazione del servizio BIS è la mancanza, in molti casi, di sincronizzazione wireless del calendario e dei contatti, che non sono supportati nei protocolli POP3 e IMAP utilizzati spesso per accedere alle caselle postali esterne. In questo caso, la sincronizzazione di tali elementi può venire effettuata solo collegando fisicamente il cellulare al computer, utilizzando il BlackBerry Desktop Software. Inoltre, i tempi di consegna della posta in arrivo sono più lunghi rispetto all'uso in modalità BES: la casella di posta elettronica viene sincronizzata circa ogni 10-15 minuti, tranne che con alcuni fornitori di posta che supportano una "integrazione avanzata" con il sistema BIS e con i quali la consegna delle email avviene quasi in tempo reale.

### BlackBerry Enterprise Server (BES)
La modalità Enterprise permette di sfruttare funzionalità aggiuntive, ed è dedicato alle medie e grandi aziende.
Questa modalità si attiva portando all'interno della propria azienda un apposito server (il BES, BlackBerry Enterprise Server, appunto), che gestisce il collegamento fra il server di posta interno dell'azienda (piattaforma Microsoft Exchange, Lotus Domino o Novell GroupWise) e la rete BlackBerry. Il server BES mantiene costantemente sincronizzati i telefoni con le mailbox sul server di posta, inoltrando le email alla rete BlackBerry appena arrivano.
Grazie allo stretto collegamento con il server di posta (il BES vi accede attraverso un particolare utente con permessi speciali sulle mailbox degli altri utenti), questo sistema è in grado di sincronizzare wireless anche la rubrica, le attività e il calendario.
Il sistema permette di gestire le sottocartelle nella mailbox (di default sincronizza posta in arrivo, posta inviata e relative sottocartelle, ma è possibile selezionare manualmente di "reindirizzare" anche altre cartelle) e di convocare altri utenti agli appuntamenti.
Per attivarne la funzionalità, l'amministratore di rete crea un'associazione fra il server BES e la casella postale di un utente, associandogli una parola-chiave di attivazione. L'utente esegue la procedura di "attivazione azienda" sul palmare, inserendo soltanto il proprio indirizzo di posta e la parola-chiave di attivazione. Il palmare viene così "prepopolato" con le email degli ultimi giorni dell'utente, con i suoi appuntamenti e i suoi contatti. La rubrica del telefono viene fusa con quella personale della mailbox, benché sia possibile impostare il sistema per non sincronizzare i contatti dell'utente, in caso non voglia avere sul cellulare la stessa rubrica di Outlook. Al momento di inviare le email, è inoltre possibile eseguire ricerche all'interno dell'"elenco indirizzi globale" del server di posta.
La gestione centralizzata tramite BES permette di impostare policy per gli utenti, ad esempio per attivare o disattivare caratteristiche quali la fotocamera integrata o il BlackBerry Messenger. Utile per disattivare la costosa navigazione attraverso il protocollo WAP.
Se il telefono viene smarrito o rubato, l'amministratore di rete può inviare un comando di "wipe" attraverso il BES: appena il cellulare lo riceve, senza richieste di conferma all'utente, esegue la ripulitura totale dei dati memorizzati sul dispositivo, eliminando email e contatti (eccetto quelli sulla SIM) e riportandosi alle impostazioni predefinite.
L'operatore telefonico può permettere agli utenti BES il collegamento, oltre che a una casella di posta in modalità Enterprise, anche a ulteriori caselle postali in modalità Professional.
Il server BES viene solitamente venduto con 20 licenze di accesso client (CAL) incluse, espandibili, tramite ulteriore pagamento, fino a un massimo di 2000. Sono disponibili chiavi di licenza temporanee Try & Buy, per poter testare la funzionalità del servizio prima di decidere di acquistare le licenze definitive.
Una sorta di versione "ridotta" del server BES è costituita dal BlackBerry Professional Software, che permette fino a un massimo di 30 utenti. Nel febbraio 2010, RIM ha introdotto un'altra versione "ridotta" del BES, definita BlackBerry Enterprise Server Express.

#### BlackBerry Professional Software
BlackBerry Professional Software (da non confondere con la dicitura "Professional" talvolta utilizzata per indicare la modalità BIS) è una sorta di versione "ridotta" del BlackBerry Enterprise Server, da installare su di un server all'interno dell'azienda (dotato di Microsoft SQL Server e in comunicazione con un server di posta Microsoft Exchange o Lotus Domino). Viene venduto con 5 oppure 10 licenze di accesso (CAL) incluse, che possono essere portate, previa pagamento ulteriore, fino a un massimo di 30. Oltre questo numero, è necessario eseguire un upgrade a un server BES. La versione "Express" è scaricabile dal sito ufficiale e include una sola licenza CAL (sempre espandibile, a pagamento, fino a 30 utenti).

#### BlackBerry Enterprise Server Express
Introdotto da RIM nel febbraio 2010, si tratta di un'altra versione "ridotta" del BES, che si integra con IBM Lotus Domino, Microsoft Exchange e Microsoft Windows Small Business Server. Gratuito, può supportare fino a 75 utenti basandosi sul server di posta, oppure fino a 2000 o più utilizzando dei server dedicati.

### BlackBerry Desktop Redirector
BlackBerry Desktop Redirector è un'alternativa all'uso in modalità BIS o BES, ma è sottoposto a svariate limitazioni. È utilizzabile solo in ambienti dotati di un server Exchange (in modalità MAPI, non POP), e consiste in un software che gira sul PC dell'utente finale. Fin quando il PC è acceso e collegato con il server Exchange, le email vengono inoltrate dal Desktop Redirector alla rete BlackBerry, che le consegna al palmare. Non supporta la sincronizzazione wireless di contatti e calendario, né gli allegati. Non ha il supporto di S/MIME e l'invio degli inviti alle riunioni avviene sotto forma di semplici messaggi di testo.

## Altri servizi

### Messaggi PIN
Il PIN (da non confondere con il Codice PIN della scheda SIM telefonica) è un codice univoco che identifica ogni dispositivo BlackBerry (similarmente a un numero di serie o a un codice IMEI). È possibile inviare messaggi PIN ad altri telefoni BlackBerry, in modo analogo agli SMS, conoscendo i loro codici PIN.

### BlackBerry Messenger
Evoluzione dei messaggi PIN, il BlackBerry Messenger o BBM, è un programma di messaggistica istantanea lanciato nel 2005, che permette di utilizzare il palmare in modo simile a una chat, scambiando messaggi con altri palmari BlackBerry di cui si conosce l'identificativo PIN o codice QR o sui dispositivi recenti mediante tecnologia "Near Field Communication", dopo che essi hanno accettato la richiesta. È anche possibile mandare un "ping" all'altro palmare, per farlo vibrare. Esistono altri programmi simili, che permettono di utilizzare i palmari BlackBerry con Windows Live Messenger e Yahoo! Messenger.
Con la pubblicazione della versione 5.0 (disponibile per i dispositivi con OS 4.5 o successivi) gli utenti possono utilizzare un codice QR da aggiungere a vicenda per le rispettive liste di amici piuttosto che utilizzare identificazione PIN solo numerico o un indirizzo di posta elettronica associato al BlackBerry dell'utente, si possono suddividere i contatti in gruppi ed eseguire chat di gruppo, condividere file (fino a un massimo di 6 MB per file).
A partire dalla versione 6.0 il programma ha migliorato l'usabilità delle funzionalità introdotte nella versione precedente, della posizione, inoltre è stato integrato il supporto ad applicazioni di terze parti, che ora possono interagire con essa, permettendo anche di condividere le applicazioni utilizzate (segnalandole), utilizzare la chat BBM direttamente attraverso le applicazioni connesse.
Dalla versione 7.0 è possibile usufruire della chiamata VoIP, ma solo tramite Wi-Fi. Questa versione è disponibile solo per i dispositivi con OS 5.0 o superiore (per OS 5.0 disponibile dalla versione 7.0.1).
Nel 2013 è stata pubblicata la dichiarazione di rendere il servizio BBM multi-piattaforma.
Dopo tale dichiarazione è apparso un fake per Android, che nell'arco di poche ore è stato installato da circa 100 000 utilizzatori.
Il 23 ottobre del 2013 viene pubblicata la versione per Android (Ice Cream Sandwich e superiori) e iOS, suscitando grande interesse, evidenziato dall'elevato numero di download, nel febbraio 2014 venne reso disponibile anche per le versioni meno recenti di Android (Gingerbread).
Con la versione 8.0 del 27 novembre 2013 sono stati introdotti i Canali BBM che permettono di seguire determinati settori, marchi e celebrità, così come ai gruppi dei appassionati.
che venne seguita dalla versione 8.1 e 8.2, mentre dalla versione 8.5 è disponibile solo per l'OS 6.0 in poi, venne poi ulteriormente aggiornata con la versione 8.5.1 e 8.5.3.
Nel 2014 è stata resa nota la dichiarazione di rendere il servizio BBM disponibile anche per Windows Phone e il nuova piattaforma Nokia X, la prima versione disponibile per Windows Phone venne resa disponibile il 9 luglio 2014
Il 31 ottobre 2014 vengono introdotte alcune funzioni, quali la visualizzazione e cancellazione a tempo per messaggi e immagini, viene data la possibilità di cancellare un messaggio già inviato (dal messenger del destinatario) e di visualizzare le foto in alta risoluzione.
Nel 2017 il servizio di messaggistica viene suddiviso in 3 canali e relative applicazioni, Enterprise, Consumer BBOS & BB10 e il canale Consumer Android, iOS & Windows, dove i primi due canali verranno curati dalla stessa BlackBerry, mentre il terzo verrà curato dalla Creative Media Works, inoltre questi canali si differenziano per il tipo di servizio offerto, oltre a rendere impossibile l'utilizzo dello stesso BBID in caso di cambio smartphone di differente canale.

#### Blend
Programma per Windows e macOS, che permette l'accesso e gestione ai messaggi BBM, email e file del portatile tramite la rete BlackBerry.

### Servizio Web
Gli smartphone BlackBerry possono essere utilizzati come modem per il PC o usati direttamente per usufruire del servizio web (navigazione internet col cellulare e servizi legati al Web). Quest'ultima evenienza è caratterizzata da diverse situazioni operative, anche per via delle diverse connessioni possibili, dove a partire dalla versione BlackBerry OS 5 è possibile avere un passaggio automatizzato da un sistema di comunicazione all'altro in modo non invasivo, il tipo di servizio web si può dividere in:
- Tramite server BlackBerry: questi servizi sono caratterizzati dal "DataSmart", che ottimizza il traffico internet per ridurre le dimensioni dei file da trasferire e ottimizzare i tempi di risposta[53], la comunicazione avviene tramite i protocolli HTTP/IPPP[51], quest'ultimo è un protocollo proprietario della BlackBerry[54], mentre l'APN utilizzato è il blackberry.net[52]; i server Blackberry vengono usati sia quando si è sotto copertura delle reti telefoniche mobili o reti WiFi (tranne nel caso si effettui un collegamento in Hotspot).
  - Servizio MDS[55] (sigla di Mobile Data Service o Mobile Data System) è rappresentato principalmente dalla navigazione "standard" tramite il Web Browser BlackBerry (utilizzandolo nella modalità BlackBerry Browser) integrato nei telefoni, dove l'accesso internet del telefono transita attraverso la connessione internet dei server BlackBerry e del BlackBerry Enterprise Server aziendale (dopo aver registrato il proprio terminale su di un server BES). La velocità di navigazione risulta quindi subordinata anche alla velocità della connessione internet del server BES; questa modalità, a differenza delle altre, permette la creazione di policy sulla navigazione, di accedere a siti della intranet aziendale pur non avendo una connessione VPN (a meno che essi non abbiano anche un accesso esterno su Internet); MDS permette lo sviluppo di applicativi di rete studiati appositamente per BlackBerry.
  - Il BlackBerry Internet Browsing Service[56] (BIBS), o BlackBerry Internet Service Browsing (BISB), consiste nella navigazione in internet senza passare dal server BES aziendale, ma sempre tramite i server BlackBerry (tramite i servizi BIS), questa modalità di connessione è sfruttabile con il Browser BlackBerry (utilizzandolo nella modalità Browser internet).
- È possibile eseguire una connessione diretta in internet consiste nella navigazione diretta in internet o tramite server si terze parti, cioè senza passare dai server BlackBerry e relativa sottoscrizione. Si può sfruttare sia utilizzando il Browser BlackBerry (solo in WiFi hotspot), sia installando web browser mobile di terze parti, come Opera Mini, in quest'ultimo caso sia tramite una connessione mobile, quindi tramite le diverse reti cellulari con APN diverso da blackberry.net (tramite applicazioni non Blackberry), oppure tramite connessione Wi-Fi (collegandosi anche a Hotspot pubblici).
- Il servizio WAP[57] consiste in una navigazione internet senza passare dai server BlackBerry e relativa sottoscrizione, sfruttando invece i server dell'operatore telefonico attraverso il protocollo WAP. È possibile usufruire di questa connessione tramite il browser BlackBerry (utilizzandolo nella modalità WAP, internet WAP o internet), il quale generalmente ha già preimpostato una seconda icona appositamente predisposta dall'operatore di rete (ad esempio Internet, Vodafone Live, ecc.).

Inoltre il traffico dati può essere vincolato da altre opzioni, quali:
- Traffico dati disattivato, opzione che disabilita qualsiasi comunicazione dati, sia da reti telefoniche mobili che da WiFi.
- Traffico dati disattivato durante il roaming, opzione che disabilita il traffico dati delle sole reti telefoniche mobili, nell'eventualità non sia possibile usufruire la rete del proprio gestore.
- Browser hotspot, configurazione che permette lo scambio dati solo tramite rete WiFi.[58]

### GPS
Alcuni fra i modelli più recenti integrano un sistema GPS. L'applicazione "Mappe" standard può essere installata sia su modelli previsti d'antenna GPS che non (i dispositivi senza GPS interno possono usufruire di quello esterno), è dotata di interfaccia e funzioni basilari e prevede lo sfruttamento delle mappe pre-caricate (non dettagliate) e l'aggiornamento in tempo reale delle mappe per l'integrazione/visualizzazione delle strade secondarie, inoltre la pianificazione e ricerca delle località deve avvenire tramite i servizi RIM, ma non riporta vocalmente le istruzioni di navigazione. Programmi di navigazione "più evoluti" possono venire proposti, eventualmente a pagamento, anche dagli operatori telefonici.

### Orologio
La funzione orologio permette non solo l'impostazione dell'ora e dell'ora legale, ma anche la sua sincronizzazione all'ora del gestore telefonico, inoltre permette molte altre funzioni tra cui il cronometro misurando il tempo trascorso in un certo lasso temporale, anche più volte consecutive.
La funzione timer invece permette di eseguire il conto alla rovescia a partire da un tempo noto, inoltre è possibile impostare la sveglia, la quale può essere lasciata attiva allo spegnimento del dispositivo e funzionare così anche a terminale ibernato.
L'orologio è stato arricchito dalla modalità comodino a partire dall'OS 4.1, che permette a seconda di come viene impostata, se avere sempre l'orologio acceso sullo schermo, se disattivare taluni avvisi e/o trasmissioni e/o servizi.

### BlackBerry World
BlackBerry World (conosciuta come BlackBerry App World fino buona parte del 2012) è un'applicazione preinstallata sui dispositivi o scaricabile dal web, che permette di accedere a un vasto archivio di applicazioni sviluppate per la piattaforma, sia gratuite che a pagamento, in modo simile all'App Store di iOS o Play Store di Android e altri disponibili su altre piattaforme. App World consente quindi all'utente di ricercare e installare facilmente giochi e programmi di vario genere, in modo più semplice rispetto al doverli cercare uno per uno sui siti web dei singoli produttori utilizzando il browser integrato oppure allo scaricarne i pacchetti di installazione su di un personal computer per installarli tramite il software Desktop Manager. È possibile sfogliare i programmi contenuti nell'App World anche da un PC, attraverso un browser web, consultandone così le descrizioni, gli screenshot e i commenti degli utenti.
Il 1º aprile 2009, alla fiera CTIA, la RIM ha annunciato l'avvento del Blackberry App World e che era disponibile per i dispositivi con OS 4.2 la quale sarà seguita dalla versione 1.1, che introduce la possibilità di salvare le applicazioni anche nella scheda microSD, viene migliorata la ricerca delle app e la possibilità di ordinare queste ultime in diversi modi (prezzo, valutazione, ecc)
Il 19 agosto 2010 venne pubblicata la versione 2.0, che ha introdotto l'ID BlackBerry, la scansione dei codici QR (per il download diretto) e il pagamento delle app direttamente con la carta di credito o la fatturazione vettore per gli abbonati AT&T Wireless, inoltre vengono introdotte le classifiche delle migliori 25 app per categoria (a pagamento, gratuite, nuove, ecc.).

Il 2 febbraio 2011, con la nuova versione 2.1, si ha l'introduzione dei acquisti in-app, permettendo l'acquisto di beni aggiuntivi attraverso le app.

Il 6 settembre 2011 venne pubblicata la versione 3.0, dove alla nuova interfaccia viene migliorato il servizio e la gestione delle app, compresa la loro cronistoria e delle impostazioni personali.
A novembre 2011 viene pubblicata la versione 3.1, che ora permette di usufruire del market anche se si ha solo a disposizione la rete wifi, mentre in precedenza doveva essere supportata dalla rete mobile, inoltre introduce la possibilità di richiedere in regalo le applicazioni, viene introdotta la classificazione "CTIA Wireless Association" per la categorizzazione delle applicazioni (General, Teenager, Mature o Adult) e la possibilità di filtrare le applicazioni dal contenuto violento ed esplicito per gli adulti tramite il rinnovato ID account il quale già conteneva le informazioni sulle diverse possibilità di pagamento.
Dal 2012 venne introdotto il carrier billing in accordo con gli operatori telefonici, il quale permette agli utenti business e utenti che hanno sottoscritto un abbonamento, ma non per gli utenti provati con contratti prepagati, di poter addebitandone il costo sul proprio account presso il proprio operatore telefonico, portando a raddoppiare l'acquisizione delle app.

Il 23 ottobre del 2012 viene pubblicata la versione 4, la quale ora integra il BlackBerry Payment Services Commerce, il che permette di fare acquisti con carta di credito e PayPal, anche con Integrazione NFC, ora le applicazioni che vengono eliminate da My World vengono rimosse completamente, è ora possibile re-installare tutte le applicazioni dalla sezione eliminate di My World tramite un tasto specifico, ora è possibile avere la selezione multipla delle applicazioni, la funzione trova viene migliorata, SMS di autenticazione, la funzione Regalo viene sostituita da Wishlist e viene rimossa la categoria Suonerie.

### Blackberry Desktop Software
Il BlackBerry Desktop Software è una suite da installare sul computer, composta da diversi software:
- BlackBerry Desktop Manager[71] tale applicazione permette di aggiornare il software interno del telefono (prima si scarica il firmware aggiornato da Internet, poi lo si "installa" sul computer, si collega il palmare e si avvia Desktop Manager, dal quale si può eseguire l'aggiornamento vero e proprio), di eseguire salvataggi delle impostazioni del palmare, configurare varie opzioni e sincronizzare gli elementi PIM.
- Roxio Media Manager serve a gestire i file multimediali all'interno della memoria interna del palmare o della scheda aggiuntiva.[71][72]
- BlackBerry Media Sync serve a sincronizzare i file multimediali fra il computer e il palmare.[71][73]

### Legati ai servizi BlackBerry
Esistono diverse applicazioni e funzionalità software installare su una piattaforma fissa e da utilizzare per coloro che utilizzano i servizi BlackBerry per ottimizzare l'uso delle apparecchiature mobili.

#### BlackBerry Mobile Voice System
Questa funzione è legata al servizio BES e al suo server, la quale permette l'utilizzo della funzione voip sui terminali BlackBerry e che risulta funzionante su diverse piattaforme di comunicazione, quali Avaya, Mitel Network Corporation, Nortel e Cisco Systems.

#### Log
Il server BES genera diversi tipi di log della propria attività e di quella dei palmari a esso collegato.
- All'interno del programma di gestione del server, il BlackBerry Manager, è sempre possibile visualizzare tutti gli identificativi PIN dei terminali legati al BES, con l'indicazione delle caselle di posta a essi collegate, il modello del palmare e la versione di firmware caricata, la data e l'ora dell'ultima sincronizzazione effettuata fra il server e il terminale.
- Nel registro eventi di Windows vengono memorizzate informazioni su eventuali errori, come mancate connessioni ai server di esterni di Blackberry.
- In una cartella prescelta vengono creati numerosi file di log, sotto forma di normale testo .TXT, riportanti informazioni sull'attività dei terminali e del server (ad esempio quando è stata eseguita una scansione dei contatti o quando una sincronizzazione ha dato errore), adatti per essere analizzati dall'assistenza tecnica in caso di problemi al sistema. Questi file di log possono essere impostati per utilizzare una cartella diversa ogni giorno.
- Di default il server memorizza, in un file di testo CSV, il log relativo a tutte le telefonate effettuate dagli utenti dei cellulari BlackBerry a esso collegati. Tale log è disattivabile, mentre è possibile attivare anche il log di tutti gli SMS e dei messaggi PIN scambiati dai dispositivi.

#### BlackBerry Connect
BlackBerry Connect è un'applicazione che permette di usufruire dei servizi BlackBerry su palmari di altre marche. L'applicazione supporta i sistemi operativi Palm OS, Symbian OS e Windows Mobile.

#### BlackBerry Web Desktop Manager
BlackBerry Web Desktop Manager è una interfaccia web, che si integra in un server BES, che permette a utenti e amministratore di configurare varie opzioni dei palmari senza bisogno di installare il software Desktop Manager sul proprio computer, ma è sufficiente avere l'accesso internet in una qualsiasi computer.

## Servizi non più supportati

### BlackBerry Mail Connector
BlackBerry Mail Connector era un software da installare su di un PC fisso, che si scaricava dal pannello di controllo online del fornitore dei servizi BIS, pensato per aggirare il problema di indirizzi di posta aziendali non raggiungibili dall'esterno a causa di firewall, similarmente al BlackBerry Desktop Redirector. Nel 2008, RIM ha interrotto il supporto per tale servizio, invitando gli utenti a utilizzare gli altri metodi di sincronizzazione della posta.

### Firmware dei vecchi cellulari
Alcuni prodotti non più recenti potrebbero avere un aggiornamento del sistema operativo più lento rispetto ai modelli più nuovi o arrestarsi, in quanto oltre al fatto di dover essere aggiornato da BlackBerry, l'aggiornamento deve essere distribuito dall'operatore telefonico, per ovviare a tale limitazione è possibile affidarsi ai firmware di altri operatori, ma generalmente tali aggiornamenti pur introducendo funzionalità e novità non sempre apportano grandi modifiche, per questo esiste una comunità che genera dei firmware ibridi, che aggiornano il dispositivo, ma che fanno al contempo stesso decadere la garanzia

## SIM card
I servizi di posta e internet BlackBerry associano un palmare a una casella di posta elettronica, indipendentemente da quale SIM card sia inserita nel dispositivo. Ad esempio, all'interno di una ditta, l'amministratore del sistema può utilizzare un'unica scheda per la configurazione iniziale di tutti i palmari, per poi consegnarli ai vari utilizzatori, sostituendo la SIM all'ultimo momento.
È importante che la SIM sia abilitata al servizio BlackBerry da parte dell'operatore telefonico (il servizio è sottoposto al pagamento di un canone o integrato nelle offerte internet del gestore), altrimenti è possibile utilizzare il palmare soltanto come semplice telefono cellulare e utilizzare solo la rete WiFi per usufruire della connessione internet (la navigazione tramite rete telefonica mobile rimane possibile tramite WAP, ma è a pagamento e non prevede il servizio BlackBerry).

A seconda dei telefoni, è possibile capire se il servizio sia attivo osservando il tipo di lettere maiuscole o minuscole della dicitura del tipo di rete disponibile (ad esempio su di un Curve 8310 la scritta "gprs" indica che la SIM non è abilitata, mentre "GPRS" indica che lo è), mentre in altri (come il 9000 Bold) accanto a tale scritta appare un piccolo logo BlackBerry (una serie di pallini) a indicare la disponibilità dei servizi BlackBerry, che appare solo in caso la SIM sia abilitata.

## Dispositivi
Blackberry ha prodotto diversi dispositivi per poter usufruire appieno dei suoi servizi.

### Cercapersone
I primi dispositivi BlackBerry erano dei cercapersone con funzionalità aggiuntive, come la messaggistica.

### Smartphone Legacy
I primi smartphone Blackberry, attualmente conosciuti come Blackberry Legacy sono nella maggior parte dei casi dispositivi caratterizzati da tastiere qwerty e del tipo monolitico, con pochi dispositivi di caratteristiche differenti, negli ultimi modelli era presente un mouse tramite trackball o trackpad e in alcuni casi anche schermo touch.

### Smartphone BB10
A seguito del declino dell'appeal dei dispositivi BlackBerry rispetto alla concorrenza e al susseguirsi dei cambi di vertice, vennero presentati nuovi dispositivi con un sistema operativo nuovo basato su QNX con nuove funzionalità/scorciatoie intelligenti, i primi dispositivi di questa famiglia insegue il mercato e si hanno principalmente dispositivi touch, a seguito di un nuovo cambio di vertice ricompariranno principalmente dispositivi qwerty. Il primo dispositivo con BlackBerry O.S.10.0 ad essere stato introdotto nel mercato è stato il Blackberry Z10 con schermo full-touchscreen. L'ultimo smartphone completamente touch è invece il BlackBerry Leap, presentato per la prima volta al MWC 2015

### Smartphone Android
Dal 2015 BlackBerry produce dispositivi con sistema operativo Android, dal Priv del 2015, passando per i DTEK50 e DTEK60 con solo schermo tattile del 2016, al BlackBerry KEYone con schermo tattile e tastiera QWERTY del 2017.

### Tablet
Il 19 aprile 2011 la RIM ha lanciato sul mercato statunitense e canadese, e nei 30 giorni successivi nel resto dei mercati mondiali, il tablet PlayBook, disponibile nelle versioni da 16, 32 e 64 GB, un dispositivo performante con processore dual core da 1 GHz, 1 GB di memoria RAM, fotocamere da 5 e 3 Mpx, visualizzazione video in HD a 1080 p, Wi-Fi e Bluetooth.

## Peculiarità
I BlackBerry hanno una particolare gestione del Bluetooth: la comunicazione tra due di questi dispositivi deve essere preceduta da una determinata prassi (accoppiamento) che stabilisce una relazione tra i due dispositivi e che generalmente deve essere eseguita una volta sola. Nel caso si debba ricevere dei file, bisogna selezionare l'opzione "ricevi file" per permetterne la ricezione.
Un'altra caratteristica è la possibilità d'impostare un secondo APN, infatti l'APN "blackberry.net" è direttamente impostato nel telefono e non è modificabile, mentre qualora questo non fosse utilizzabile, si ricorre a quello secondario (come wap.tim.it, tre.it, ecc).
Il servizio di dati criptati viene offerto sia per la posta elettronica sia per i messaggi PIN to PIN (BlackBerry Messenger), il che aumenta la protezione dei dati personali e il proprio anonimato nelle conversazioni.

## Critiche
L'emittente televisiva CNBC nel novembre del 2012 ha messo a confronto diversi smartphone con i relativi OS, da questo confronto è emerso come a differenza degli altri dispositivi, i terminali BlackBerry permettano oltre a un migliore segnale e a garantire una connessione mobile anche in situazioni avverse, una durata maggiore della batteria.

### Disservizi
Nella storia di BlackBerry si sono verificati degli inconvenienti nei servizi della RIM nel 2009 (in date differenti tra Europa e USA) e nel 2011 (in tutto il mondo). L'evento del 2011 ha comportato il blocco del servizio e-mail dalla notte del 9 ottobre alla giornata del 13 ottobre ed è stato seguito dalle scuse pubbliche del CEO Mike Lazaridis. La Rim non si è ancora ripresa economicamente dall'incidente e, anche se a ciascun utente sono stati offerti 100 dollari in app premium, usufruibili fino alla fine dell'anno, e un mese di assistenza gratuita per gli utenti business, i consumatori hanno avviato una class action. Allo stesso tempo la concorrente Microsoft offriva gratuitamente 25 terminali Windows Phone ai clienti della RIM (azione eseguita anche nei confronti di Android per i problemi di malware), mentre la Apple registrava uno straordinario successo di vendite dell'iPhone 4S lanciato pochissimi giorni prima, la quale nel 2012 avvia una campagna di sconti per i soli dipendenti di Research In Motion, inizialmente poco marcati, ma poi sempre più consistenti.

La campagna delle applicazioni a pagamento offerte gratuitamente venne poi applicata per una seconda volta anche per il mercato USA e canadese per i soli possessori di dispositivi con OS 7, in modo da incrementarne il gradimento e l'appetibilità.
Gli esperti interni ed esterni di RIM si sono messi alla ricerca delle cause: sembra che a provocare il gigantesco black out sia stato proprio il sovraccarico di mail che giungevano sui suoi milioni di terminali.

### BlackBerry security e la censura
I dati e le informazioni degli utenti BlackBerry sono criptati con dei sistemi di sicurezza gestiti da RIM (casa produttrice dei BlackBerry) e riconosciuti con diversi certificati che ne garantiscono l'uso sicuro nelle diverse organizzazioni governative, comprese le forze armate dell'esercito; Un esempio si ha nella polizia britannica, dove si è permesso l'aumento della presenza di agenti lungo le strade e una riduzione della spesa pubblica, dato che ogni agente poteva eseguire parte del lavori di scrivania direttamente tramite il dispositivo portatile, così come in altri diversi ambiti e situazioni, questi livelli di sicurezza sono stati confermati anche da Trend Micro in collaborazione con Altimeter Group, Enterprise Mobility Foundation e Bloor Research.

I servizi di comunicazione BlackBerry sono stati sottoposti a filtri o limitazioni in diversi Stati asiatici e arabi avanzando l'ipotesi dell'uso di tale telefono tra al Qaeda e altri terroristi, ma anche per via delle rivolte popolari che si sono verificate in quelle zone.
Nel 2011 l'India per contrastare le minacce interne del paese ha considerato il BlackBerry come poco sicuro, dato che fornisce un servizio crittografato, il che ha portato RIM a permettere allo stato indiano l'accesso ai log del BlackBerry Messenger di un determinato individuo solo tramite l'autorizzazione della Union Home Ministry, l'accesso e il controllo venne esteso nel 2013; Sempre nel 2011 si sono verificati degli scontri in Inghilterra, che sono stati organizzati sempre grazie ai servizi della RIM, questo evento ha riaperto la minaccia da parte di diversi paesi di bloccare il terminale e in questa occasione RIM ha dichiarato di voler collaborare con le forze dell'ordine.

Il Sud Africa tramite lo stesso Ministero delle Telecomunicazioni ha lanciato l'allarme sottolineando come il BlackBerry Messenger permette ai criminali di organizzarsi molto velocemente mettendo a repentaglio la sicurezza nazionale, per tale motivo il governo sudafricano ha di recente approvato una legge che obbliga il cittadino a denunciare il possesso della propria SIM, che verrà tracciata in caso si sospetti un'attività criminosa. Inoltre ha divulgato l'intenzione di monitorare i sistemi cifrati del BBM chiedendo le chiavi d'accesso a RIM..
Nel 2016 venne alla luce il possesso della master key crittografica da parte delle autorità canadesi, la Royal Canadian Mounted Police (RCMP) a partire dal 2010, chiave fornita direttamente da BlackBerry, ma che non permette di accedere al sistema BES.

## Cultura di massa
Sulla storia dell'azienda, dai suoi successi nella fase di sviluppo fino all'attuale declino, nel 2023 è stato girato il film Blackberry.